# Suman gol
Suman gol (mong. Суман гол) – rzeka w środkowej Mongolii, w ajmaku północnochangajskim.
Długość rzeki wynosi niecałe 60 km, średni przepływ 11 m³/s. Suman gol jest jedynym ciekiem zapewniającym odpływ wód z jeziora Terchijn Cagaan nuur. Zimą nie zamarza, toteż jest wówczas ostoją ptactwa. 
Powstanie rzeki wiąże się z istnieniem w tym rejonie wielkiego jeziora, które utworzyło się ok. 8,7 tys. lat temu w wyniku odcięcia koryta płynącej tam wówczas rzeki praTerchijn gol przez gorącą lawę spływającą z wulkanu Chorgo, która po zastygnięciu uformowała plateau tamujący odpływ wód. Doprowadziło to do tego, że wody prajeziora zaczęły wkrótce po powstaniu akwenu tworzyć odpływ, żłobiąc wzdłuż linii uskoku tektonicznego kanion w wulkanitach, którym spływały na zachód, dając w ten sposób początek nowej rzece - Suman gol. Kanion rzeki rozwinięty w pokrywie wulkanicznego płaskowyżu ma długość 8,2 km, głębokość od 22 do 51 m (średnią 36,5m), średnią szerokość 38 m, w najszerszych miejscach przekraczającą 150 m. Podobny kanion w zastygłych potokach lawowych tworzy Suman gol w swoim przyujściowym odcinku.
Źródło rzeki i jej górny bieg leżą na terenie Parku Narodowego Chorgo-Terchijn Cagaan nuur. 